# Nati nel 1902/Gennaio
| Questa pagina contiene informazioni ricavate automaticamente dalle voci biografiche con l'ausilio del template Bio e di un bot. L'aggiornamento è periodico e automatico e ricostruisce completamente la pagina. Se manca una persona in questa lista, sei pregato di non aggiungerla, ma accertati piuttosto che la sua voce biografica contenga il template Bio e che i dati anagrafici siano correttamente compilati. Se il template Bio manca, inseriscilo tu stesso o, in alternativa, metti l'avviso {{tmp\|Bio}} che ne segnala la mancanza. Se i dati riportati sono sbagliati, correggi direttamente la voce biografica; le modifiche saranno visibili in questa lista entro pochi giorni. Per chiarimenti vedi il progetto biografie. La lista contiene solo le 144 persone che sono citate nell'enciclopedia e per le quali è stato implementato correttamente il template Bio. Pagina aggiornata al 18 ago 2025. |

- 1º gennaio - Alberto Andreani, militare e partigiano italiano († 1951)
- 1º gennaio - Pompeo Biondi, giurista italiano († 1966)
- 1º gennaio - Everett Brown, attore statunitense († 1953)
- 1º gennaio - Luigi Bucciante, medico e anatomista italiano († 1994)
- 1º gennaio - Remo Cadringher, aviatore e militare italiano
- 1º gennaio - Mieczysława Kowalska, religiosa polacca († 1941)
- 1º gennaio - Manuel Prats, calciatore spagnolo († 1976)
- 1º gennaio - Giovanni D'Avossa, militare italiano
- 1º gennaio - Hans von Dohnanyi, giurista tedesco († 1945)
- 2 gennaio - Borocotó, giornalista, scrittore e sceneggiatore uruguaiano († 1964)
- 2 gennaio - Jerry Catena, mafioso statunitense († 2000)
- 2 gennaio - Commodore Cochran, velocista statunitense († 1969)
- 2 gennaio - Umberto Mondio, prefetto italiano († 1981)
- 2 gennaio - Alfredo Rizzo, attore, regista e sceneggiatore italiano († 1991)
- 2 gennaio - Rostislav Aleksandrovič Romanov, russo († 1978)
- 2 gennaio - Sybil Seely, attrice statunitense († 1984)
- 2 gennaio - Alessandro Sinigaglia, partigiano italiano († 1944)
- 3 gennaio - Umberto Barbaro, critico cinematografico, sceneggiatore e regista italiano († 1959)
- 3 gennaio - Giuseppe Burei, aviatore italiano († 1938)
- 3 gennaio - Tommaso Dal Molin, militare e aviatore italiano († 1930)
- 3 gennaio - Ernest Hart, calciatore inglese († 1954)
- 4 gennaio - Anatolij Alekseev, generale e aviatore sovietico († 1974)
- 4 gennaio - John McCone, politico statunitense († 1991)
- 4 gennaio - Silvio Messinetti, medico, dirigente sportivo e politico italiano († 1996)
- 4 gennaio - Ivan Fëdorovič Tevosjan, politico, diplomatico e ingegnere sovietico († 1958)
- 5 gennaio - Hubert Beuve-Méry, giornalista francese († 1989)
- 5 gennaio - Myrtle Cook, velocista canadese († 1985)
- 5 gennaio - Stella Gibbons, scrittrice, giornalista e poetessa britannica († 1989)
- 5 gennaio - Wsiewołod Jakimiuk, ingegnere ucraino († 1991)
- 5 gennaio - Maruja Mallo, pittrice spagnola († 1995)
- 5 gennaio - Vera Slonim, traduttrice russa († 1991)
- 5 gennaio - Adolfo Zumelzú, calciatore argentino († 1973)
- 6 gennaio - Kinji Imanishi, antropologo giapponese († 1992)
- 6 gennaio - Hugo Klempfner, pallanuotista cecoslovacco († 1969)
- 6 gennaio - Dagobert D. Runes, filosofo e curatore editoriale austro-ungarico († 1982)
- 6 gennaio - Jia Ruskaja, danzatrice, coreografa e insegnante russa († 1970)
- 6 gennaio - Margaret Woodbridge, nuotatrice statunitense († 1995)
- 7 gennaio - Willi Ascherl, calciatore tedesco († 1929)
- 7 gennaio - Aina Berg, nuotatrice svedese († 1992)
- 7 gennaio - Sante Cancian, pittore e illustratore italiano († 1947)
- 7 gennaio - Gyula Dudás, calciatore ungherese († 1956)
- 7 gennaio - Antonio Scaramuzza, generale italiano († 1972)
- 7 gennaio - George Kingsley Zipf, linguista statunitense († 1950)
- 8 gennaio - Franziska Boas, ballerina statunitense († 1988)
- 8 gennaio - Hugh O'Neill Hencken, archeologo statunitense († 1981)
- 8 gennaio - Gret Palucca, ballerina e insegnante tedesca († 1993)
- 8 gennaio - Tubby Raskin, cestista e allenatore di pallacanestro statunitense († 1981)
- 8 gennaio - Carl Rogers, psicologo statunitense († 1987)
- 9 gennaio - Rudolf Bing, direttore artistico austriaco († 1997)
- 9 gennaio - Alfonso Chiapparo, aviatore e militare italiano († 1937)
- 9 gennaio - Josemaría Escrivá de Balaguer, presbitero spagnolo († 1975)
- 9 gennaio - Emmi Pikler, pediatra ungherese († 1984)
- 10 gennaio - Dobriša Cesarić, poeta croato († 1980)
- 10 gennaio - Enrico Parri, politico e sindacalista italiano
- 11 gennaio - Maurice Duruflé, compositore e organista francese († 1986)
- 11 gennaio - Heinrich Matthes, militare tedesco († 1978)
- 11 gennaio - Marco Notarbartolo di Sciara, militare italiano († 1985)
- 11 gennaio - Saverio Patrizi, esploratore, entomologo e speleologo italiano († 1957)
- 12 gennaio - Viktor Ivanovič Gzovskij, ballerino e coreografo russo († 1974)
- 12 gennaio - Chaim Mordechai Aizik Hodakov, religioso, pedagogo e educatore russo († 1993)
- 12 gennaio - Goffredo Lagger, sciatore di pattuglia militare italiano († 1984)
- 12 gennaio - Antonio Mura, pittore e incisore italiano († 1972)
- 12 gennaio - Pietro Onida, economista italiano († 1982)
- 12 gennaio - Michelangelo Petruzziello, latinista italiano († 1961)
- 12 gennaio - Ray Teal, attore statunitense († 1976)
- 12 gennaio - Jindřich Šoltys, allenatore di calcio e calciatore cecoslovacco († 1970)
- 13 gennaio - Osvaldo Farrés, compositore cubano († 1985)
- 13 gennaio - Angiola Massucco Costa, psicologa e politica italiana († 2001)
- 13 gennaio - Karl Menger, matematico austriaco († 1985)
- 13 gennaio - María Romero Meneses, religiosa nicaraguense († 1977)
- 13 gennaio - Maud Rosenbaum, pesista e tennista statunitense († 1981)
- 13 gennaio - Raymond Ruyer, filosofo francese († 1987)
- 14 gennaio - Alfred Tarski, matematico, logico e filosofo polacco († 1983)
- 14 gennaio - Valerian Zorin, diplomatico sovietico († 1986)
- 15 gennaio - Mario Assennato, avvocato e politico italiano († 2000)
- 15 gennaio - Mariano Buratti, partigiano e militare italiano († 1944)
- 15 gennaio - Nazım Hikmet, poeta, drammaturgo e scrittore turco († 1963)
- 15 gennaio - Sa'ud dell'Arabia Saudita, sovrano saudita († 1969)
- 15 gennaio - Paul Thümmel, militare e agente segreto tedesco († 1945)
- 15 gennaio - Félix Unden, pallanuotista lussemburghese († 1989)
- 16 gennaio - Marcello Boasso, compositore e pianista italiano († 1960)
- 16 gennaio - Francesco Borello, calciatore italiano († 1979)
- 16 gennaio - Gaetano Guarino, politico e farmacista italiano († 1946)
- 16 gennaio - Róża Herman, scacchista polacca († 1995)
- 16 gennaio - Eric Liddell, velocista, rugbista a 15 e missionario britannico († 1945)
- 17 gennaio - Harry Halm, attore tedesco († 1980)
- 17 gennaio - Leonid Zacharovič Trauberg, regista ucraino († 1990)
- 18 gennaio - Émile Aillaud, architetto francese († 1988)
- 18 gennaio - Alida Johanna van den Bos, ginnasta olandese († 2003)
- 18 gennaio - Madeleine Charnaux, scultrice e aviatrice francese († 1943)
- 18 gennaio - Antonio Montefusco, pittore italiano († 1990)
- 18 gennaio - Otto Umbehr, fotografo e fotoreporter tedesco († 1980)
- 19 gennaio - Marjorie Daw, attrice statunitense († 1979)
- 19 gennaio - Giorgio Fenoaltea, politico italiano († 1974)
- 19 gennaio - Ralph Hills, pesista statunitense († 1977)
- 19 gennaio - Gene Milford, montatore statunitense († 1991)
- 19 gennaio - Georgij Aleksandrovič Ostrogorskij, bizantinista russo († 1976)
- 20 gennaio - Leon Ames, attore statunitense († 1993)
- 20 gennaio - Juan García Oliver, rivoluzionario e anarchico spagnolo († 1980)
- 21 gennaio - Smith Ballew, attore statunitense († 1984)
- 21 gennaio - Domenico Antonio Cardone, filosofo, poeta e avvocato italiano († 1986)
- 21 gennaio - Leonid Leonidovič Obolenskij, regista cinematografico russo († 1991)
- 21 gennaio - Giuseppe Palmieri, cestista, allenatore di pallacanestro e altista italiano († 1989)
- 21 gennaio - Agnès Souret, modella e ballerina francese († 1928)
- 22 gennaio - Franz Josef Huber, generale tedesco († 1975)
- 22 gennaio - Dan Kinsey, ostacolista statunitense († 1970)
- 22 gennaio - Alberto Mario Pucci, ingegnere, architetto e urbanista italiano († 1979)
- 22 gennaio - Roger Ritoux-Lachaud, militare e aviatore francese († 1940)
- 22 gennaio - Paul Kinam Ro, arcivescovo cattolico sudcoreano († 1984)
- 23 gennaio - Cecelia Ager, critica cinematografica statunitense († 1981)
- 23 gennaio - Antonio Gabrieli, politico italiano († 1984)
- 23 gennaio - Josef Silný, calciatore cecoslovacco († 1981)
- 24 gennaio - Jesús Bermúdez, calciatore boliviano († 1945)
- 24 gennaio - Oskar Morgenstern, economista austriaco († 1977)
- 24 gennaio - Ephraim Avigdor Speiser, assiriologo statunitense († 1965)
- 24 gennaio - Luís Mena e Silva, cavallerizza portoghese († 1963)
- 25 gennaio - Guido Bisori, avvocato e politico italiano († 1983)
- 25 gennaio - Leroy Brown, altista statunitense († 1970)
- 25 gennaio - Gaspare Cataldo, commediografo, sceneggiatore e giornalista italiano († 1970)
- 25 gennaio - Johann von Leers, militare, politico e esoterista tedesco († 1965)
- 25 gennaio - Carlos Silva, calciatore portoghese († 1964)
- 26 gennaio - Menno ter Braak, scrittore olandese († 1940)
- 26 gennaio - Giulio Sansoni, calciatore italiano
- 27 gennaio - Max Galler, calciatore svizzero († 1970)
- 27 gennaio - František Miller, zoologo e insegnante cecoslovacco († 1983)
- 28 gennaio - Ole Bardahl, imprenditore norvegese († 1989)
- 28 gennaio - Argentina Cerne, pittrice italiana († 1974)
- 28 gennaio - Giobbe Giopp, antifascista e ingegnere italiano († 1983)
- 28 gennaio - Antonino Giuffrè, editore italiano († 1964)
- 28 gennaio - Alfred Hamilton Barr Jr., storico dell'arte statunitense († 1981)
- 28 gennaio - Jean Piel, scrittore, editore e filosofo francese († 1996)
- 29 gennaio - Arlette Marchal, attrice francese († 1984)
- 30 gennaio - Luigi Chiavellati, militare italiano († 1936)
- 30 gennaio - Giovanni Battista Guidotti, pilota automobilistico e manager italiano († 1994)
- 30 gennaio - Nat Hickey, cestista, giocatore di baseball e allenatore di pallacanestro statunitense († 1979)
- 30 gennaio - Nikolaus Pevsner, storico dell'architettura e storico dell'arte tedesco († 1983)
- 30 gennaio - Lőrinc Tritz, calciatore ungherese († 1970)
- 31 gennaio - Tallulah Bankhead, attrice statunitense († 1968)
- 31 gennaio - Giacomo Cannonero, vescovo cattolico italiano († 1977)
- 31 gennaio - Aleksej Gribov, attore sovietico († 1977)
- 31 gennaio - Pál Jávor, attore ungherese († 1959)
- 31 gennaio - Alva Myrdal, diplomatica, politica e scrittrice svedese († 1986)
- 31 gennaio - Willy Spühler, politico svizzero († 1990)
- 31 gennaio - Julian Steward, antropologo statunitense († 1972)